# Hebecephalus insularis
Hebecephalus insularis är en insektsart som beskrevs av Van Duzee 1933. Hebecephalus insularis ingår i släktet Hebecephalus och familjen dvärgstritar. Inga underarter finns listade i Catalogue of Life.